# Royal Australian Army Nursing Corps
Royal Australian Army Nursing Corps (česky: Královský ošetřovatelský sbor australské armády) je sbor australské armády. Současná podoba jednotky pochází z února 1951, ale její historie sahá až do roku 1902, do doby vzniku původně ženské jednotky Australian Army Nursing Service. Znak sboru stejně jako motto Pro Humanitate pochází z roku 1952.

## Historie

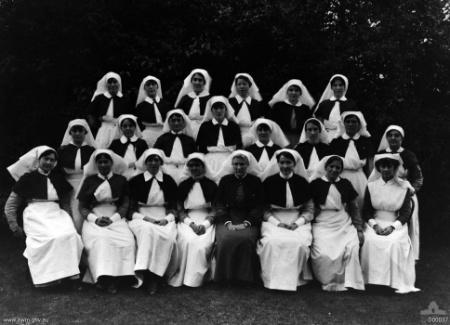
Příslušnice 1. australské pomocné nemocnice v roce 1916.

Podobně jako tomu bylo u australských ozbrojených složek, které byly před svým sjednocením v roce 1901 organizovány na provincionální úrovni jako v dobách kolonií, bylo tomu tak i se zdravotnickými jednotkami. Australské zdravotní sestry byly v zahraničí poprvé nasazeny během búrské války. Zajímavostí je, že samotnou cestu do Jižní Afriky si hradily ze svých vlastních prostředků. Úspěch, kterého zde zdravotní sestry dosáhly, vedl v červenci 1902 ke vzniku Australian Army Nursing Service. Jednotka byla zformována z jednotlivých provinciálních jednotek, které do té doby fungovaly samostatně. Nově vzniklá jednotka se stala součástí Australian Army Medical Corps (česky: Zdravotnický sbor australské armády). V jednotce sloužily civilní zdravotní sestry, které se dobrovolně přihlásily ke službě v armádě a byly připravené na povolání do aktivní služby v případě potřeby. Původní uniformy vycházely z uniforem příslušnic Queen Alexandra's Imperial Nursing Service. Byly to šedé seržové šaty sahající až k zemi a čepce uvázané mašlí pod krkem. K jejich určité modernizaci došlo až na začátku první světové války.

### První světová válka

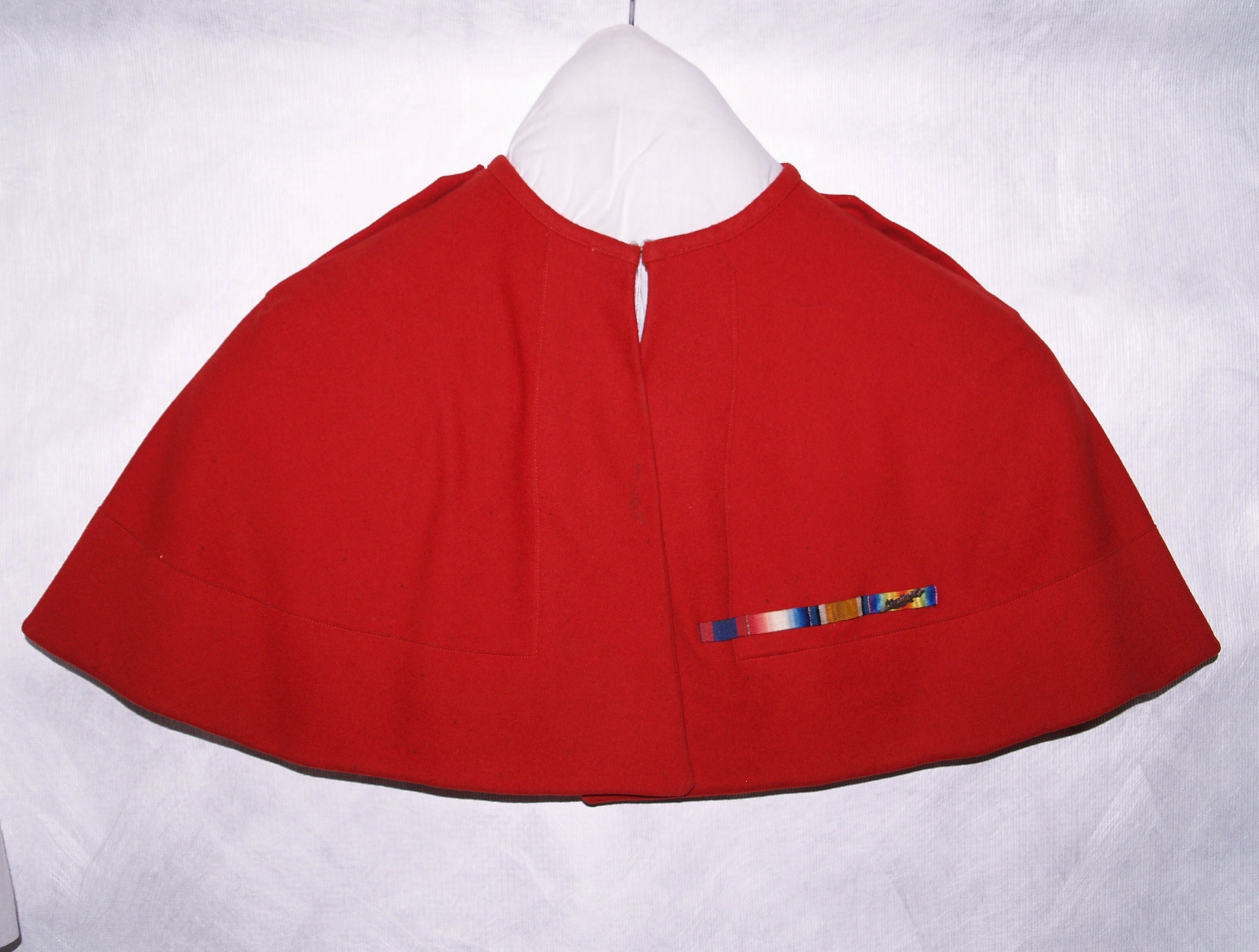
Pelerína k uniformě používaná během první světové války. Tato patřila štábní sestře Brownové. Na peleríně umístěny stuhy od medailí.

Během první světové války odjelo sloužit do zámoří více než 2 000 příslušnic jednotky, která byla součástí First Australian Imperial Force. Sloužily na mnoha místech ať už přímo na bojišti či v týlových nemocnicích. Mimo jiné byly nasazeny ve Francii, Egyptě, Belgii, Anglii, Řecku, Palestině či v Indii. Další zdravotní sestry sloužily přímo v Austrálii a přes 100 australských zdravotních sester sloužilo v britské jednotce Queen Alexandra's Imperial Military Nursing Service.

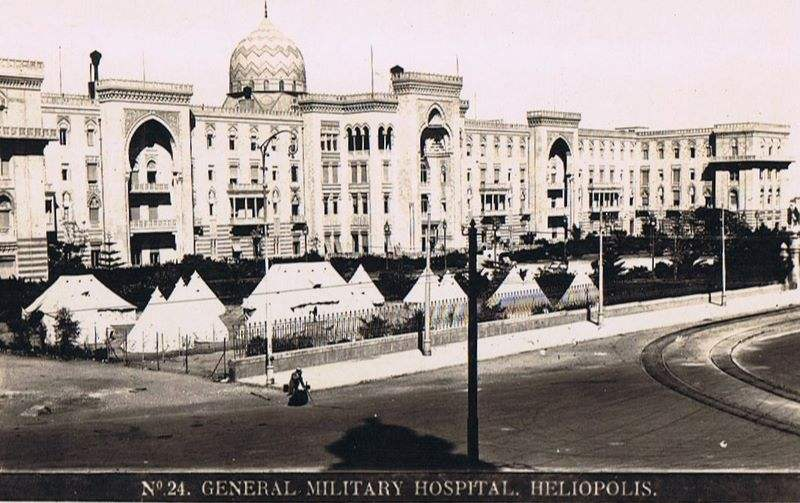
24. všeobecná nemocnice založená v Heliopoli za první světové války.

V rámci jednotky se nepoužívaly vojenské hodnosti. Pro účely First Australian Imperial Force byl zaveden hodnostní systém, ale od klasického vojenského systému se lišil. V čele Australian Army Nursing Service stála vrchní sestra v hodnosti Matron-in-Chief. Tou se jako první stala Evelyn Conyersová. Dále to byly od nejvyšší hodnosti Principal Matron, Matron, Sister a Staff Nurse.
Za války zemřelo 25 příslušnic jednotky v aktivní službě a další 4 zemřely po návratu do Austrálie na následky zranění či nemoci pocházející z války. 388 žen bylo za svou příkladnou službu vyznamenáno. Po konci první světové války se Australian Army Nursing Service stala opět rezervní jednotkou.

### Druhá světová válka
Opětovně byla jednotka do aktivní služby povolána po propuknutí druhé světové války v roce 1939, kdy její příslušnice sloužily na mnoha místech v zahraničí i v Austrálii. Mimo jiné byly nasazeny v Anglii, Egyptě, Palestině, Sýrii, Malajsii, Singapuru či na Šalomounových ostrovech. První kontingent z Austrálie odjel dne 9. ledna 1940, aby vytvořil 2/1. australskou všeobecnou nemocnici v Palestině.

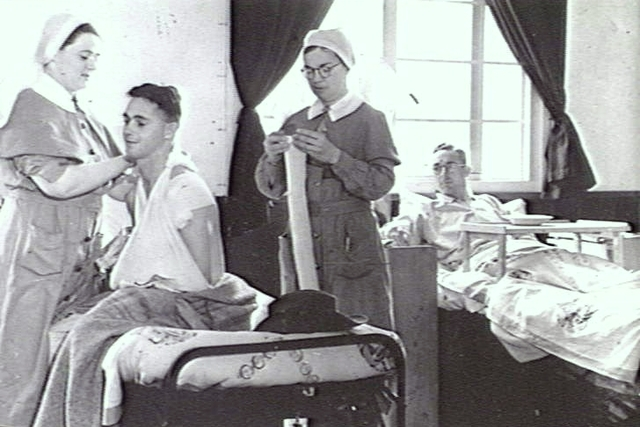
Zdravotní sestry z 2/3. australské všeobecné nemocnice ošetřují pacienta. Anglie 1940.

Po tři a půl roku od začátku druhé světové války se v jednotce nadále nepoužívaly vojenské hodnosti. To se změnilo až v roce 1943, kdy přestala být pomocnou jednotkou a stala se součástí ozbrojených sil. Následně byly i v této jednotce zavedeny standardní vojenské hodnosti, které se ale víceméně používaly pouze v oficiální korespondenci. Šlo o následující hodnosti: plukovník (Matron-in-Chief), major (Matron), kapitán (Senior Sister) a poručík (Sister). K oslovení se i nadále používalo zdvořilostní Matron a Sister.

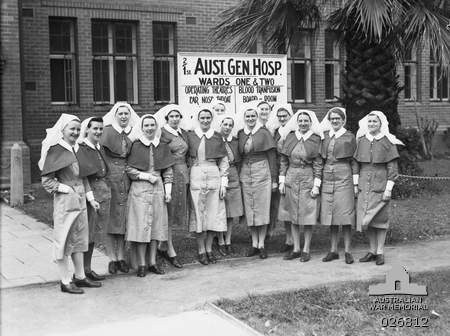
Zdravotní sestry z 2/1. australské všeobecné nemocnice v Austrálii v září 1942.

Během války se k této jednotce přidalo 3 477 zdravotních sester, z nichž 73 za války zemřelo a 38 se stalo válečnými zajatkyněmi. Mezi mrtvými a zajatými byly i zdravotní sestry z 2./13. všeobecné zdravotní nemocnice, které byly evakuovány ze Singapuru před jeho pádem v únoru 1942 na lodi SS Vyner Brooke, která byla potopena japonským letadlem u ostrova Bangka. Kromě této jednotky se v době bitvy o Singapur nacházely ve městě další dvě jednotky, 2/10. australská všeobecná nemocnice a 2/4. stanice první pomoci. Celkem tak v Singapuru bylo 126 příslušnic Australian Army Nursing Service, z nichž se jich po pádu města vrátilo do Austrálie pouze 61. Ostatní byly zabity či zajaty nepřítelem. K dalším ztrátám došlo například při torpédování nemocniční lodi Centaur, ke kterému došlo 14. května 1943. Z 332 lidí na palubě přežilo pouze 64. Jedinou přeživší zdravotní sestrou byla Ellen Savageová, ostatních 11 zemřelo.
Za svou příkladnou službu během války bylo vyznamenáno 137 zdravotních sester. Ve dvou případech jim dokonce byla udělena Jiřího medaile (anglicky: George Medal). Po konci války byla jednotka, stejně jako další vojenské jednotky, demobilizována. Byl nařízen urychlený přesun pacientů z vojenských nemocnic v zahraničí, do nemocnic na vojenských základnách, ve kterých měl být zaměstnán civilní personál. Některé oblasti však měly problém sehnat dostatek zaměstnanců, a příslušnice Australian Army Nursing Service zde sloužily až do května 1949. Po válce také některé zdravotní sestry sloužily v Japonsku v rámci okupačních sil britského Commonwealthu.

#### Přísaha příslušnic jednotky za druhé světové války
Skládám slib své loajality sloužit svému králi a zemi a zachovat čest a kvalitu Australian Army Nursing Service. Udělám vše co je v mých silách, abych zmírnila utrpení nemocných a zraněných, nešetříc ničím, co by jim přineslo tělesné pohodlí a klid v duši. Budu pracovat v jednotě a soudržnosti s mými kolegyněmi. Budu připravena pomoci těm, kteří budou mou pomoc potřebovat, a vyvaruji se všem činům, které by mohly přinést smutek a utrpení ostatním. Vždy se budu snažit dodržet nejvyšší tradice ženskosti a profese, které jsem součástí.

### Poválečné období
V listopadu 1948 byla jednotka přejmenována na Royal Australian Army Nursing Service. Přestože se ani nadále nepočítalo s účastí žen v pravidelné armádě, začátek korejské války a s ním spojená potřeba vzniku vojenských nemocnic jak doma tak v zahraničí, vedlo následně v červenci 1949 k začlenění jednotky do pravidelné armády. K dalšímu přejmenování došlo v únoru 1951 na Royal Australian Service Nursing Corps.
V roce 1955 vyvstalo nebezpečí komunistické revolty v Malajsii. Šest příslušnic jednotky (později jejich počet vzrostl na osm) bylo posláno do Malajsie, kde se připojily k britské vojenské nemocnici. Tato nemocnice se nestarala pouze o vojáky, ale také o místní obyvatelstvo. Pro zdravotní sestry to byla výborná příležitost pro prohloubení znalostí v oblasti péče o matku a dítě. I poté co hrozba revolty klesla, v Terendaku zůstala britská vojenská nemocnice až do roku 1969, kdy byla předána malajské vládě a většina jednotek Commonwealthu, včetně australských zdravotních sester, se přesunuly do Singapuru.
V roce 1967 byly příslušnice jednotky nasazeny ve Vietnamu. První čtyři ženy odjely z Austrálie v květnu 1967 a byly nasazeny u 8. polní ambulance ve Vung Tau. Až do stažení hlavních australských sil v roce 1971 v zemi sloužilo celkem 43 důstojnic z Royal Australian Army Nursing Corps. Během války se v péči o raněné dobře osvědčilo jak použití vrtulníků a tak třídícího systému, které vedlo k záchraně mnoha životů a celkovému snížení počtu obětí.
První muž do jednotky nastoupil v roce 1972. Kvůli vzrůstajícímu počtu mužů v jednotce, byl oficiální pochod jednotky Girls in Grey (česky: Dívky v šedém) v roce 1982 shledán nevhodným. Novým pochodem se stal NIl Secundus.
Během války v zálivu v roce 1990 byli nasazeni čtyři příslušníci jednotky (1 muž a 3 ženy), kteří sloužili na americké nemocniční lodi Comfort po dobu třech měsíců. Od roku 1992 se důstojníci z jednotky zapojili do řady misí v rámci mírových sborů. Byli nasazeni například v Somálsku, Afghánistánu, Kambodži, Rwandě a ve Východním Timoru.